# Embriologia

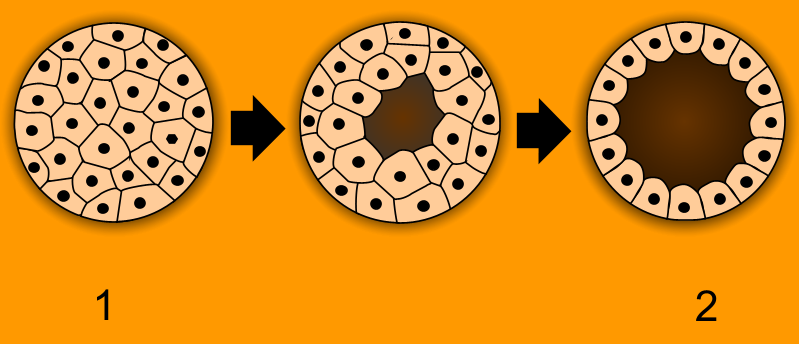
1 - morula, 2 - blastula

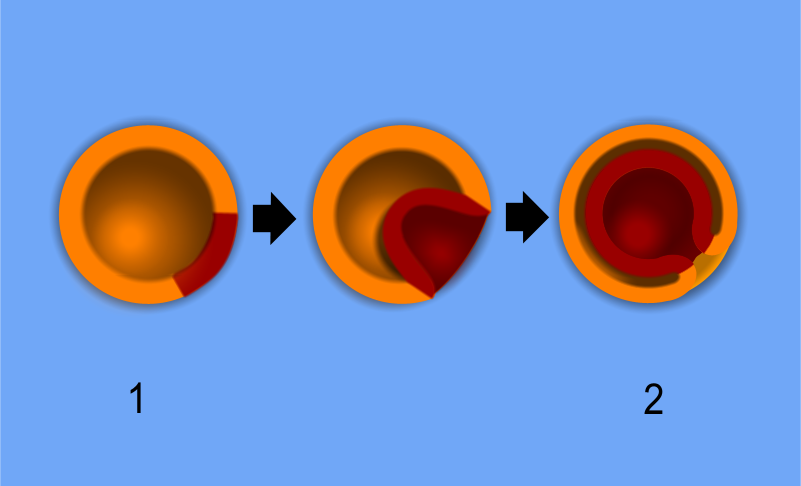
1 - blastula, 2 - gastrula con blastopore; arancio - ectoderma, rosso - endoderma

L'embriologia (in greco εμβρυολογία) è la branca della biologia che studia i processi tramite i quali gli organismi crescono e si sviluppano prima della nascita. L'embriologia odierna studia tutte quelle tappe che da un gamete femminile (ovulo o cellula uovo) fecondato da un gamete maschile (spermatozoo) portano ad un individuo maturo adulto. Il termine embriologia, perciò si riferisce allo studio degli organismi tra lo stadio unicellulare (generalmente, lo zigote) e l'inizio della vita indipendente.
L'embriologia era in origine e fino al XX secolo una scienza principalmente descrittiva. Dalla osservazione visiva e clinica si è passati quindi all'impiego della microscopia e poi della microscopia elettronica, allo studio cellulare e subcellulare (ivi compresi i cromosomi)  e macro-microambientale, arrivando tramite i progressi della biochimica, della biofisica e della fisiologia fino alla genetica attuale e quindi alle connessioni con la biologia molecolare, con la proteomica (studio di molecole biologiche, loro struttura, loro proprietà, funzionamento ed interazioni) e la genomica.
Lo studio dei meccanismi molecolari, genetici e fisiologici tramite i quali si susseguono le fasi embrionali e fetali, è oggetto di studio della disciplina scientifica denominata biologia dello sviluppo.
È utile ricordare la distinzione fra sviluppo (inteso come differenziazione/successione di fasi strutturali ed organizzative a crescente complessità) e accrescimento (inteso soprattutto come crescita 'quantitativa').

## Tipi di sviluppo
Si distinguono un periodo di sviluppo embrionale ed un periodo di sviluppo giovanile. In ogni caso possiamo avere due tipi di sviluppo:
1. Sviluppo diretto: quando alla nascita l'individuo è identico al genitore ma in miniatura. Esso è perfettamente funzionale in tutto, può procurarsi il cibo ma non è ancora maturo sessualmente. [es. mammiferi]
2. Sviluppo indiretto: quando alla nascita il piccolo è strutturalmente molto diverso dal genitore, non è maturo sessualmente e non è in grado di procurarsi il cibo. La maturazione sessuale procede di pari passo con i cambiamenti corporei.

## Fecondazione
Negli Animali la fecondazione è l'unione del gamete femminile (ovocita secondario) col gamete maschile (Spermatozoo), i quali vengono prodotti nelle gonadi che sono, rispettivamente, le ovaie e i testicoli. Nella maggior parte dei vertebrati un singolo individuo porta un solo genere di gonadi e si parla di gonocorismo (o dioicismo), mentre se un individuo porta entrambe le gonadi si parla di ermafroditismo (o monoicismo). In quest'ultimo caso, per evitare l'autofecondazione dell'individuo, la maturazione avviene in tempi diversi in modo da permettere lo scambio di materiale genetico e mantenere la variabilità.
Nella maggior parte dei mammiferi, l'unione dei due gameti coincide con il processo di cariogamia e plasmogamia, con formazione immediata dello zigote diploide (2n). La penetrazione del nucleo dello spermatozoo è dovuto a particolari enzimi litici i quali lisano la corona radiata dell'oocita secondario così da penetrare completamente. Successivamente si riscontrano mutamenti a livello della membrana cellulare dell'oocita, così da impedire la penetrazione di nuovi spermatozoi. Con la fecondazione vi è la formazione di una cellula diploide avente una coppia di cromosomi omologhi ognuno dei quali possiede una coppia di cromatidi originati da due individui diversi.

## Struttura e funzioni delle gonadi
Le gonadi sono composte da una parte somatica e da una parte germinale che però non si sviluppano insieme durante l'organogenesi, la somatica precede la germinale. La parte somatica è composta da cellule strutturali che compongono l'organo mentre la parte germinale è rappresentata dai gonociti che determinano la maturazione. Queste cellule sono molto antiche e si formano fin dalle prime divisioni dell'uovo, solo che subentrano dopo. Infatti quando le gonadi sono mature, le cellule somatiche secernono ormoni che attirano le cellule germinali, le quali migrano nelle gonadi per la maturazione.

## Spermatogenesi
Le cellule germinali non ancora sviluppate sono detti ovogoni e spermatogoni, non ancora ovociti e spermatozoi. Sono cellule che devono andare incontro a un processo di differenziamento, dopo il quale diventeranno ovociti e spermatozoi.
Durante la spermatogenesi, gli spermatogoni, cellule rotondeggianti e diploidi, vanno incontro a mitosi generando spermatociti I, poi spermatociti II e in seguito spermatidi, che vanno incontro ad un processo di differenziamento morfologico e funzionale chiamato spermioistogenesi.
Durante la spermioistogenesi, la cromatina si condensa nel nucleo cellulare a tal punto da non poter più trascrivere, grazie alla sostituzione degli istoni con molecole molto basiche, le protammine. Il citoplasma viene ridotto o eliminato come corpo residuo. Si genera una vescicola acrosomiale sulla punta della testa che contiene gli enzimi necessari per il riconoscimento e la fusione con la membrana della cellula uovo. Si formano un collo e una coda, a sua volta divisa in un segmento intermedio prima del flagello ricco di mitocondri per rifornire di energia il sistema motorio della coda, un segmento principale che comprende l'assonema, proteine fibrose e una guaina proteica che favorisce la locomozione e il segmento finale della coda, molto più sottile. L'assonema si origina dal centriolo distale, mentre quello prossimale al momento della fecondazione verrà trasferito alla cellula uovo, che ne è priva.
Gli spermatozoi sono cellule mobili (nemospermi) a differenza delle cellule uovo che sono immobili. Gli spermatozoi sviluppano quindi un apparato motorio che serve a portare il DNA paterno nell'ovulo. Per questo motivo durante la fusione della membrana dello spermatozoo con quella dell'uovo esso inietta solo il DNA e non anche il suo citoplasma. La cellula uovo infatti si è già preparata a ricevere lo spermatozoo arricchendo il suo citoplasma di enzimi e nutrienti che serviranno per l'inizio della nuova vita (auxocitosi). L'unica cosa che accomuna le gonadi è il dimezzamento del corredo cromosomico attraverso la meiosi. La meiosi è un processo che comprende due divisioni in successione di una cellula diploide per generarne quattro aploidi. In pratica il corredo cromosomico 2n si duplica a 4n e poi va incontro a due divisioni per dare 4x1n.

## Ovogenesi
Ovogenesi: l'ovogonio comincia la meiosi solo che invece di procedere fino allo stadio maturo aploide effettua solo le prime fasi e la meiosi si ferma per lasciare spazio all'auxocitosi cioè l'accrescimento citoplasmatico. L'accrescimento cellulare avviene in due stadi. Il primo, chiamato fase previtellogenica, è dovuto alla sintesi di materiale prodotto dallo stesso oogonio ed elaborato dal reticolo endoplasmatico e dal complesso del Golgi, durante la diplotene in profase I.
Il materiale comprende proteine, enzimi, organuli ed mRna che verrà accumulato per essere poi utilizzato dallo zigote. Il secondo, detto fase vitellogenica, comprende la sintesi del vitello o tuorlo, materiale paraplasmatico che servirà da nutrimento per il futuro embrione, ed il cui componente principale è una glicofosfolipoproteina, la vitellogenina. Quest'ultima può essere prodotta per via endogena tramite sintesi all'interno della cellula stessa, oppure prodotta da altri distretti cellulari e trasportata per via ematica fino all'ovario. La meiosi quindi riprende.
Dopo lo sforzo dell'auxocitosi la cellula uovo non sacrifica i suoi prodotti dividendoli in 4 cellule figlie, ma elimina quei cromosomi circondati da poco citoplasma rilasciando i cosiddetti globuli polari. Alla prima divisione si genera infatti una cellula figlia e un primo globulo polare di scarto, e alla seconda divisione viene rilasciato il secondo globulo polare. In questo modo la cellula uovo può ridurre il suo corredo senza rinunciare alle riserve accumulate dall'accrescimento.
Nei vertebrati, uomo compreso, l'emissione del secondo globulo polare e il completamento della meiosi avvengono dopo che lo spermatozoo è penetrato all'interno dell'oocita (fecondazione). Contemporaneamente si ha la formazione di granuli corticali, vescicole piene di materiale che si accumula nella regione più superficiale della cellula, che verranno esocitate al momento della fecondazione.
La cellula uovo è circondata da diversi involucri: al di sopra della membrana plasmatica si trova una membrana vitellina (o zona pellucida nei mammiferi), negli insetti detta corion (una membrana molto robusta con dei micropili che consentono il passaggio degli spermi), tutti sintetizzati nell'ovario; una membrana testacea, l'albume e il guscio calcareo come negli uccelli e nei rettili, sintetizzati lungo l'ovidutto.
In alcuni casi (mammiferi) l'uovo esce dal follicolo portandosi dietro uno strato di cellule follicolari, detto corona radiata. Esternamente a tale corona ci sono delle cellule follicolari che consentono l'ingresso dello spermatozoo.

## Fecondazione e accrescimento somatico
Esistono differenti vie di sviluppo dell'embrione a seconda del soggetto preso in considerazione: per esempio, lo sviluppo dell'embrione di pollo è diverso dallo sviluppo dell'embrione di maiale. Tuttavia, ci sono passaggi abbastanza simili tra specie e specie.
Genericamente appena dopo la fecondazione (con le successive divisioni mitotiche) ha inizio la fase di segmentazione, in questa fase il gamete femminile (ovulo) fuso con il gamete maschile (spermatozoo), comincia a presentare una "linea divisoria" sul piano dorsale, più precisamente in quella zona dell'uovo chiamato polo animale dividendo l'uovo in due metà, in seguito appare una seconda segmentazione sempre sul piano ventrale del polo animale ma perpendicolare alla prima, ed una terza segmentazione questa volta sul piano equatoriale, e così via vengono originate varie segmentazioni.
Questo procedimento cambia dal tipo di essere vivente vertebrato o invertebrato, principalmente perché la segmentazione è influenzata dalla quantità di sostanza vitellina (più comunemente detto tuorlo).
In animali che si sviluppano dentro un uovo (quindi parliamo di uccelli, rettili, anfibi, insetti) si ha una grande quantità di sostanza vitellina (posizionata nella parte bassa dell'uovo la cui porzione dove risiede prende il nome di polo vegetale), di conseguenza avremo una segmentazione più lenta ed in alcuni casi come negli anfibi e nell'uovo di pollo imparziale ovvero una segmentazione che non comprende tutto l'uovo ma solo una parte, oppure solo il polo animale.
In animali invece come i mammiferi, i quali solo temporaneamente hanno uno sviluppo autonomo perché presto instaurano rapporti trofici con il corpo materno, la quantità di sostanza vitellina è scarsa, e dunque la segmentazione avviene in maniera più rapida.
Il prodotto della segmentazione è il blastomero, ovvero una cellula appunto derivata dalla segmentazione dell'uovo fecondato, le successive segmentazioni producono blastomeri di più ridotte dimensioni, anche in questo caso però la quantità di sostanza vitellina influisce sulla grandezza dei blastomeri, questi infatti hanno dimensioni più grandi in prossimità del polo animale.
Da qui si giunge alla formazione della blastula che altro non è che una sfera composta da blastomeri, con una cavità il blastocele al suo interno pieno di liquido.
Successivamente le cellule della blastula iniziano a differenziarsi, si entra nello stadio di gastrulazione caratterizzato dal movimento di interi gruppi di cellule che seguono il piano corporeo stabilito. La gastrulazione è un passaggio importante, in pratica grazie a questa si originano i tre importanti "foglietti embrionali" quali 
- l'ectoderma (foglietto esterno) che origina 
  - la pelle (e precisamente l'epidermide con i suoi annessi - peli, unghie e mammelle);
  - il sistema nervoso centrale (il cervello e il midollo spinale) e il sistema nervoso periferico;
  - gli organi di senso;
- l'endoderma (foglietto interno) che origina i visceri (trachea, polmoni, esofago, stomaco, pancreas, intestino);.
- infine il mesoderma (foglietto di mezzo) che origina
  - il sistema scheletrico,
  - il sistema muscolare,
  - il derma e il sistema adiposo,
  - il sistema cardiocircolatorio (compresi i vasi sanguigni e il sangue);
  - il sistema uro-genitale

La procedura di gastrulazione varia a seconda della specie vivente:
si hanno due tipi di gastrulazione:
- invaginazione
- epibolia

La gastrulazione per invaginazione è data dal movimento di un gruppo di cellule che, con modificazioni del proprio citoscheletro (cambiano di forma), "trascinano" il mesoderma e l'endoderma all'interno del blastocele ricoprendolo e quindi formando una nuova cavità detta archenteron, mentre solo l'ectoderma rimane all'esterno. L'archenteron non è altro che l'intestino embrionale. 
Il punto dove il mesoderma e l'endoderma si invaginano prende il nome di blastoporo.
La gastrulazione per epibolia si ha con l'ectoderma che ricopre l'endoderma ed il mesoderma, mentre quest'ultimo si lascia "scivolare" all'interno. Questa modalità di gastrulazione avviene negli anfibi.
Successivamente si ha la formazione del tubo neurale sotto il processo chiamato neurulazione dato dai cambiamenti di forma delle cellule della piastra neurale indotti dal mesoderma. Dalla neurulazione si arriva allo sviluppo del sistema nervoso, influenzato da cellule che si staccano dal tubo neurale, si giunge poi all'organogenesi ed infine allo sviluppo post embrionale.

## Nota storica

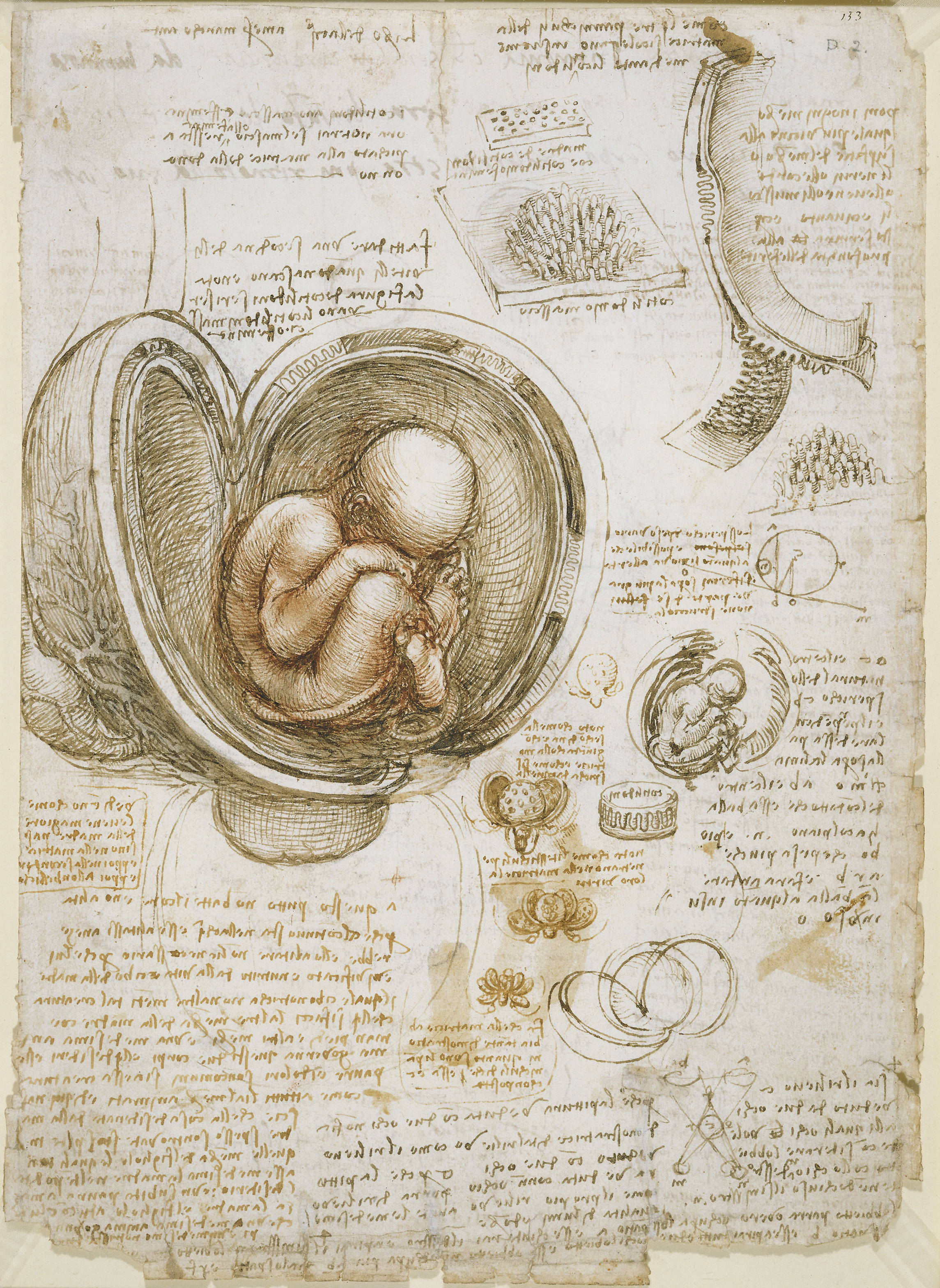
Embrione umano disegnato negli Studi anatomici di feto nell'utero di Leonardo da Vinci

La storia dell'embriologia è antica all'incirca tanto quanto quella della medicina.
Si possono ricordare, al riguardo, per lo meno gli studi di Aristotele e della sua scuola.
Recentemente, tuttavia, si è avuto un accresciuto interesse per lo studio di un periodo storico che ha costituito uno snodo significativo nello sviluppo dell'embriologia moderna: il tardo Medioevo.
Dopo il recupero di Aristotele, nel XIII secolo, le cui opere hanno spinto verso un rinnovato interesse per l'osservazione diretta, si è avviato un processo di dibattito tra l'autorevolezza degli studi antichi e la realtà sperimentale. Questo processo si è concluso, nel XIV secolo, secondo la studiosa Romana Martorelli Vico, con l'opera di Jacopo da Forlì, che cerca di conciliare l'embriologia aristotelica con la fisiologia galenica, per mostrare la scarsa rilevanza delle differenze nei confronti della medicina pratica.

## Nota di embriologia umana odierna
La crescita cellulare che porta all'organismo umano inizia con il processo di fecondazione che si protrae per un tempo variabile all'incirca tra le 16 e le 30 ore.
Dall'incontro-compenetrazione fra spermatozoo (cioè il gamete maschile) ed ovocita (o oocita o uovo) (cioè il gamete femminile), deriva l'ovocito fecondato detto zigote (ovvero è conclusa la fecondazione ed è iniziata la fase embrionale con il già embrione al suo 'primo stadio'); esso (one cell embryo) è, pre prima 'divisione', dapprima visibile come un'unica cellula al cui centro sono individuabili due pronuclei (ovocito fecondato a due pronuclei od anche ootide) -> vi è poi l'anfimissi->e zigote con la fusione dei due pronuclei in un'unica entità che procede allo ->'zigote di due, post prima 'divisione'.
L'anfimissi viene dunque interpretata per lo più come parte di un continuum. Si parte dall'ootide contenente due pronuclei derivanti e diversi dai gameti dei due genitori, pronuclei che influenzandosi reciprocamente, auto-innescano subito i meccanismi della fase di duplicazione del DNA (‘one cell embryo’ già in fase di duplicazione autonoma del proprio DNA ma con pronuclei ancora separati). Grazie alla fusione dei due pronuclei (fase definibile ‘one cell embryo’ con patrimonio diploide spazialmente congiunto) si arriva tramite i conseguenti meccanismi della fase della replicazione (senza modifiche genetiche) all'embrione bicellulare.
Lo zigote (embrione unicellulare) si divide per mitosi, dando origine a cellule più piccole, chiamate blastomeri: da zigote 'di unò, (embrione unicellulare) a zigote di due, (embrione bicellulare); dopo lo zigote di due (embrione bicellulare) seguono-> zigote di 4, poi di 8 cellule, etc, (ormai embrione pluricellulare). A seguire si succedono le altre mitosi. Questo processo è chiamato segmentazione; arrivati ai 16 blastomeri verso il terzo giorno, si costituisce la morula. La morula è così chiamata perché, nel suo procedere, l'uovo fecondato assume la forma di una piccola mora. È la morula ad entrare nella cavità uterina. Allo stato di morula la segmentazione si accentua, le cellule cominciano a produrre un liquido che va a riempire gli spazi intercellulari e poi si raccoglie al centro della morula. Verso il quinto giorno, si passa allo stadio di formazione della blastocisti (embrione dell'età di circa 5 giorni). Con la blastocisti, si differenziano due tipologie cellulari.
Le cellule più esterne formano il trofoblasto che darà luogo alla placenta e agli altri sistemi di sostegno che serviranno allo sviluppo in utero dell'embrione (ma che non compongono l'embrione stesso). Le cellule più interne formano invece l'embrioblasto (così definito nel passato poiché considerato come l'eccellenza del 'germe' dell'embrione). Continua poi la fase embrionale; l'embrione, frutto del concepimento, a seguito della fecondazione, è così chiamato fino alla 7º-9º o meglio (8º) settimana di gestazione dopo di che è chiamato feto. Dopo l'embrione ed il feto intrauterino, vi è il feto in transito dall'utero all'esterno ed infine questo essere giunge all'esterno dell'utero.
Da menzionare il processo di congelamento embrionale che (in procedure di fecondazione assistita es. FIVET) dura alcune ore. Pur essendo stato identificato il periodo compreso tra le 20 e le 22 ore come il migliore per eseguirlo, il processo di congelamento embrionale rimane con un elevato grado di incertezza circa lo stadio di evoluzione in cui avviene effettivamente. È cioè possibile che il congelamento avvenga più avanti nel ‘tempò. Nella branca scientifica della embriologia umana vi sono poi differenti posizioni sulla definizione del termine embrione, per cui molti, come sopra riportato, ritengono di definire "embrione" già l'essere da ootide/ovocita fecondato-(zigote), altri ritengono di definire "embrione" solo l'essere da due settimane dalla fecondazione.
Le cellule staminali embrionali sono cellule totipotenti che costituiscono l'embrione dell'uomo fino verso il 14º giorno di vita, poi si trasformano in cellule staminali multipotenti. Le cellule staminali fetali sono cellule multipotenti del feto. Le cellule staminali adulte sono le cellule multipotenti o pluripotenti e unipotenti. Cellule staminali si trovano anche nel liquido amniotico, così come cellule staminali si trovano nel sangue residuale della placenta e nel cordone ombelicale. Le cellule staminali da funicolo ombelicale hanno caratteristiche simili a quelle multipotenti che si trovano in un organismo adulto; tuttavia nel cordone ombelicale generalmente sono molto più abbondanti. Fino al momento gli studi effettuati con cellule staminali da cordone ombelicale, con risultati non confutati, riguardano la 'generazione' di cellule ematopoietiche/ematiche.